# Dynasty (álbum de Kiss)
Dynasty es el séptimo álbum de estudio de la banda estadounidense de hard rock Kiss, publicado el 23 de mayo de 1979 a través de Casablanca Records. Este trabajo supone el primer disco editado tras el lanzamiento de los cuatro álbumes en solitario de sus integrantes y por ser además, el último grabado con la formación original hasta Psycho Circus (1998), a pesar de que las contribuciones del batería Peter Criss fueron mínimas. Por su parte, el guitarrista Ace Frehley, que había hecho su debut como cantante en Love Gun (1977), fue el vocalista en tres temas, lo que redujo el número de canciones interpretadas por el bajista Gene Simmons a solo dos. Vini Poncia, que había trabajado con Criss con anterioridad fue el encargado de la producción y junto al conjunto realizó la grabación en los estudios Electric Lady y Record Plant de Nueva York.
A diferencia de sus anteriores trabajos, en Dynasty, Kiss optó por un sonido más comercial con algunas canciones orientadas a la música disco, aunque mantuvo su sonido hard rock en otras. A pesar de este cambio de estilo, el álbum, gracias al éxito comercial del sencillo «I Was Made for Lovin' You», tuvo una buena acogida comercial, pues alcanzó el noveno puesto de la lista estadounidense Billboard 200, recibió una certificación de platino de la Recording Industry Association of America y se situó en el top 10 en varios países de Europa y Oceanía. Dynasty disgustó a muchos críticos y algunos aficionados por la inclusión de temas de música disco, en especial «I Was Made for Lovin' You», y su gira promocional marcó un notorio descenso de público comparado con sus antecesoras.

## Antecedentes

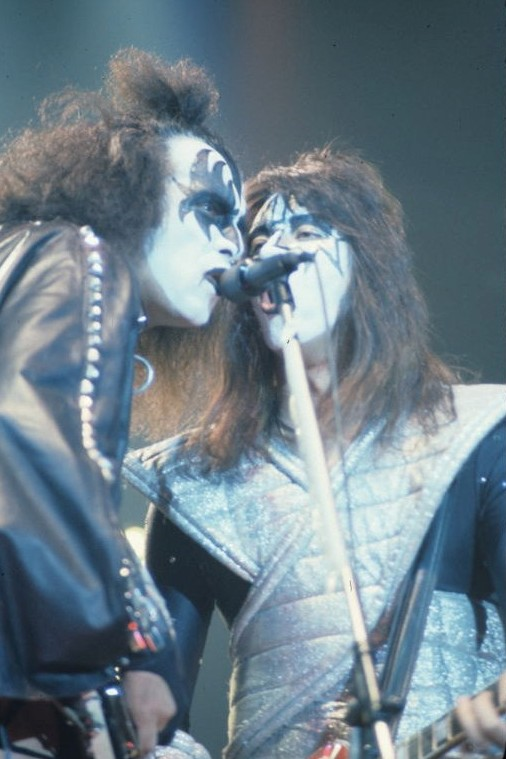
Dynasty fue el primer trabajo de Kiss en el que Frehley (derecha) cantó más canciones que Simmons (izquierda).

Love Gun (1977), el álbum que precedió a Dynasty, supuso el primer trabajo de Kiss en el que los cuatro miembros participaron como vocalistas. En las anteriores producciones, esta labor la realizaba el guitarrista Paul Stanley, el bajista Gene Simmons y el batería Peter Criss. Por su parte, el guitarrista Ace Frehley componía temas que luego pedía a sus compañeros que cantaran, pero durante la grabación de Love Gun, Simmons y Stanley le convencieron de que interpretara su canción «Shock Me». Por aquel mismo tiempo, las relaciones entre los miembros del grupo estaban tensas y el mánager Bill Aucoin les propuso que cada uno grabara un álbum en solitario para que exploraran sus respectivos intereses musicales, los cuales salieron a la venta en 1978. A pesar de que todos recibieron la certificación de platino de la Recording Industry Association of America, fue el de Frehley el que tuvo una mejor recepción crítica, lo que aumentó su confianza como compositor.

## Grabación
Su grabación y mezcla tuvo lugar entre enero y febrero de 1979 en los estudios neoyorquinos Electric Lady y Record Plant. Giorgio Moroder, conocido por su trabajo con artistas de música disco, fue una opción para el puesto de productor. Sin embargo, Criss presionó a Aucoin para que contratara a Vini Poncia, que había producido su trabajo en solitario, amenazándole con que abandonaría el grupo. A pesar de su amistad con el batería, Poncia tomó la decisión de que no participara en la grabación del álbum porque consideraba que no podía tocar de la manera requerida, ya que el percusionista había sufrido un accidente automovilístico. Anton Fig, quien colaboró en el disco solista de Frehley, grabó la mayoría de las pistas, mientras que Criss solo participó en «Dirty Livin'».
Durante esa época, la colaboración entre los integrantes de Kiss era mínima, ya que cada uno de ellos llegaba al estudio con sus maquetas para enseñárselas a sus compañeros y a Poncia. De acuerdo con Frehley, esta forma de trabajar provocó nuevos problemas en el seno de la banda, debido a que varias canciones fueron descartadas. El guitarrista fue el gran beneficiado con este método y por primera vez en un álbum del grupo cantó más temas que Simmons, además, Frehley optó por grabar las partes de bajo de sus tres canciones y lo mismo hizo Stanley con algunos de sus temas.

## Música

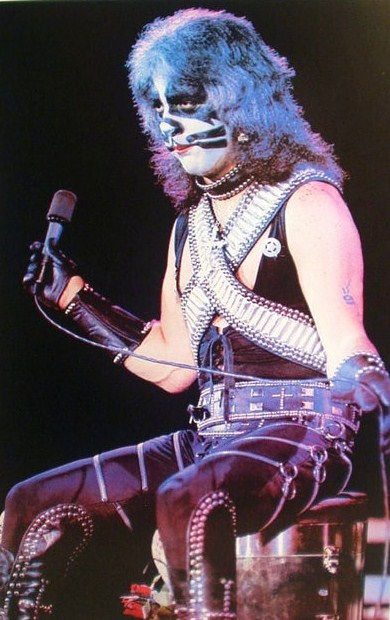
Peter Criss participó únicamente en una canción, «Dirty Livin'».

El álbum comienza con «I Was Made for Lovin' You», compuesta por Paul Stanley como demostración de que podía crear un tema de música disco. Según el vocalista, la canción nació después de que pasara una noche en el club neoyorquino Studio 54 y en casa empezara a tocar en una batería electrónica a 126 BPM. Su amigo Desmond Child le ayudó con algunos versos y Vini Poncia con el estribillo, además, Anton Fig necesitó de un metrónomo para grabar la pista de batería debido al perfeccionismo del productor. La siguiente canción es una versión de «2,000 Man» de The Rolling Stones cantada por Frehley. Según el músico, un amigo le recomendó versionar el tema y aunque al principio «no sonaba a Kiss», tras unos arreglos recibió la aprobación de Poncia. «Sure Know Something» la crearon Stanley y Poncia, de acuerdo con este último es la mejor canción que escribió con el guitarrista; además el productor señaló que «combina a la perfección la letra, la melodía y los acordes». «Sure Know Something» sería interpretada en acústico para el trabajo en directo Kiss Unplugged. Por su parte, «Dirty Livin'», acreditada a Criss, Poncia y Stan Penridge, la única contribución del batería al álbum, tuvo su origen a comienzos de la década de 1970 y trata sobre el mundo de las drogas en Nueva York.
La cara B comienza con «Charisma», una de las escasas contribuciones vocales de Simmons en el disco. Según el bajista, el tema nació de una broma de uno de los mánagers, Howard Marks, que un día le hizo una imitación burlona hablando de su «carisma». Su introducción es la misma que la de «Simple Type» —un tema de su banda anterior, Wicked Lester— e incorpora además el riff de «Black Diamond». «Magic Touch» la compuso Stanley, quien a pesar de considerarla una gran canción, señaló que no la interpretó «como debería ser cantada» porque en aquellos momentos quería que sonara como sonaba en su cabeza, además el guitarrista comentó que originalmente era una pista potente y pesada, pero que Poncia optó por darle un sonido más pop. «Hard Times» la creó Frehley y en su letra relata sus años en un instituto en el Bronx. «X-Ray Eyes» fue la segunda y última pista escrita por Simmons para el álbum y según él, la escribió en el estudio sin tener ninguna idea preparada. El disco termina con «Save Your Love», compuesta y cantada por Frehley, y en la que habla sobre una mujer controladora a la que quiere expulsar de su vida.

## Diseño artístico
La portada del álbum, creada por el artista Francesco Scavullo, muestra los rostros de los cuatro integrantes de Kiss con algunas variaciones en sus maquillajes para reflejar los colores de sus álbumes en solitario. Scavullo, que recibió 10 000 USD por su trabajo, tomó las fotografías en su estudio de Nueva York y el director artístico Dennis Woloch se encargó de ensamblarlas en la portada. Uno de los presentes en la sesión tuvo la idea de utilizar camisas de fuerza, de modo que un empleado tomó un taxi hacia la unidad de salud mental del hospital de Bellevue para conseguir cuatro. Los ejecutivos de Casablanca no quedaron convencidos con las camisas de fuerza ya que creían que darían una imagen inapropiada para los niños, de modo que el equipo artístico las pintó de negro para que le fotografía pudiera utilizarse como póster.

## Recepción

### Comercial

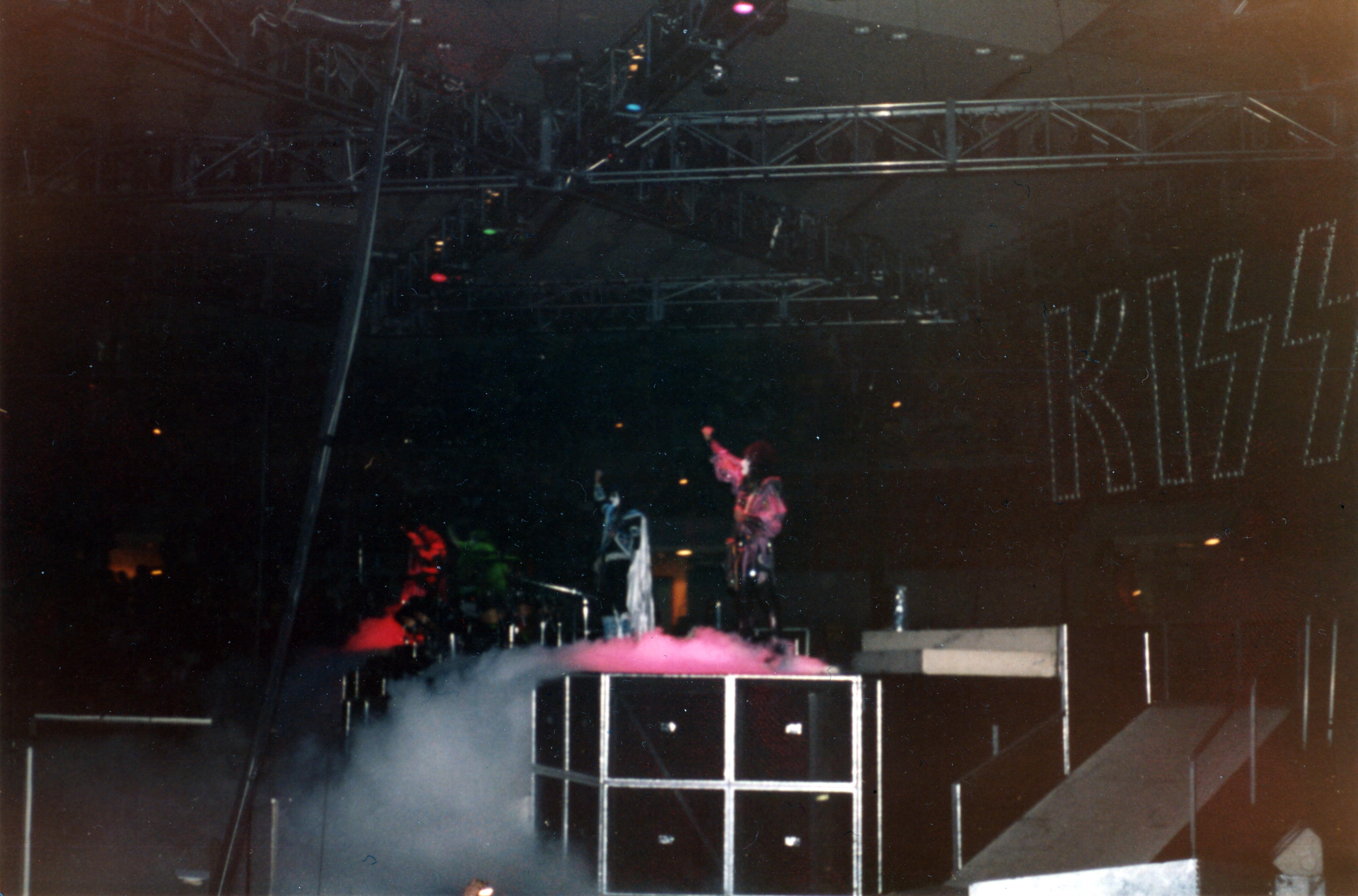
Kiss actuando en Omaha, en julio de 1979

Dynasty salió a la venta el 23 de mayo de 1979 a través de Casablanca Records y alcanzó el noveno puesto en el Billboard 200, la tercera mejor posición para Kiss hasta aquel momento tras Love Gun (1977) y Alive II (1978). Fue además el sexto trabajo consecutivo del grupo —el décimo si se consideran los discos en solitario de 1978— en conseguir la certificación de platino de la RIAA. También tuvo una buena recepción comercial fuera de los Estados Unidos, pues alcanzó la primera posición en los Países Bajos y Bélgica, y llegó al top 10 de Nueva Zelanda, Francia, Canadá y Alemania.
Casablanca Records publicó «I Was Made for Lovin' You» el 20 de mayo como el primer sencillo de Dynasty. En los Estados Unidos alcanzó el decimoprimer puesto en el Billboard Hot 100 y al igual que «Beth», consiguió un disco de oro de la RIAA. Fuera de su país de origen, «I Was Made for Lovin' You» se convertiría en el sencillo más exitoso de la banda, pues llegó a la primera posición en los Países Bajos, Canadá, Bélgica y Nueva Zelanda, y a la segunda en Alemania, Portugal, Francia y Suiza. El segundo sencillo fue «Sure Know Something», publicado el 17 de agosto y que llegó al puesto 47 del Billboard Hot 100. Debido a su baja recepción, se reeditó como la cara B del sencillo «Dirty Livin'», que llegó a alcanzar el segundo puesto de la lista de los Países Bajos.

### Crítica
Dynasty disgustó a muchos críticos y aficionados por la inclusión de un tema de música disco como «I Was Made for Lovin' You». David Fricke de Rolling Stone culpó de «la falta de chispa» y de «la reducción de las guitarras, la batería y el sangriento aullido de Gene Simmons» a la producción de Vini Poncia, y escribió que solo «se salva “Sure Know Something”». Fricke señaló además que versionar «2,000 Man» fue un movimiento contraproducente, ya que «Kiss saca a relucir sin humor las mismas guitarras y las baterías patosas de antaño sobre las que Ace Frehley canta sin convencer». Por su parte, Greg Prato de Allmusic comentó que canciones como «Charisma», «Magic Touch», «Hard Times» y «2,000 Man» podrían haber sido mejores si no hubieran sido tan «pulidas» por Poncia y alegó que «“Sure Know Something”, un mélodico tema pop/rock, debía haber sido también un éxito». Jason Josefes de Pitchfork Media opinó que Dynasty se puede resumir en la primera pista y a su vez el último éxito de la agrupación, «I Was Made for Lovin' You», un tema que según él «no ha envejecido nada bien». Josefes lo comparó además con «Legs» de ZZ Top, aunque «al menos esta última estaba acompañada por un vídeo interesante». Chuck Klosterman de Grantland argumentó que «I Was Made for Lovin' You» suena como «si metieras un teclado Casio de 79 $ en una cueva y presionaras la función “Disco”» y añadió que «las peores canciones (“X-Ray Eyes” y “Save Your Love”) están clasificadas como “canciones” solo porque parece que es la nomenclatura aceptada». Por su parte, el sitio web Ultimate Classic Rock destacó que «suena como si Kiss estuviera demasiado fracturada y dispersa».

### Legado
Con el paso del tiempo, Dynasty quedó eclipsado por los anteriores trabajos de Kiss y, por lo general, los críticos, los aficionados e incluso algunos miembros de la banda lo consideran como el disco de menor calidad grabado por la formación original antes de su ruptura. Paul Stanley declaró: «Perdimos nuestro extremismo y nuestras pelotas en Dynasty y Unmasked. Fue un álbum de transición. Fue en gran medida un álbum que reflejaba dónde estábamos en ese momento», Peter Criss lo calificó como «un buen disco, pero no genial», y destacó: «[con 'I Was Made for Lovin' You'], la poca credibilidad que teníamos se tiraba por el inodoro»,, mientras que Gene Simmons señaló: «Dynasty y Unmasked fueron trabajos equivocados, porque perdimos nuestra esencia». Por su parte, Ace Frehley tiene una opinión positiva y lo considera como «uno de los mejores álbumes de Kiss», aunque recalcó: «La única cosa que no me gustó fue nuestro abandono del rock and roll en 'I Was Made for Lovin' You'. Fue un éxito y una gran canción, pero no creo que tuviera nada que ver con Kiss».
Desde su lanzamiento en 1979, 'I Was Made for Lovin' You' ha sido versionada por diversos artistas y agrupaciones, como Faster Pussycat, Axxis, Les Enfoirés, Wig Wam, Paulina Rubio, Ankie Bagger,
Scooter y Maria Mena, cuya interpretación del tema llegó a algunas listas europeas de sencillos. Además, el tema ha aparecido en películas como Endless Love, That's My Boy, Scooby-Doo! And Kiss: Rock and Roll Mystery, Why Him? e incluso en series de televisión como Los Simpson.
En 2014, la revista Rolling Stone publicó su lista de los mejores diez trabajos de Kiss, donde no incluyó a Dynasty. Por su parte, en 2016 los sitios web Ultimate Classic Rock y Team Rock clasificaron los álbumes de la banda de peor a mejor; para el primero Dynasty ocupó el puesto 18 y para el segundo, el 15.

## Gira

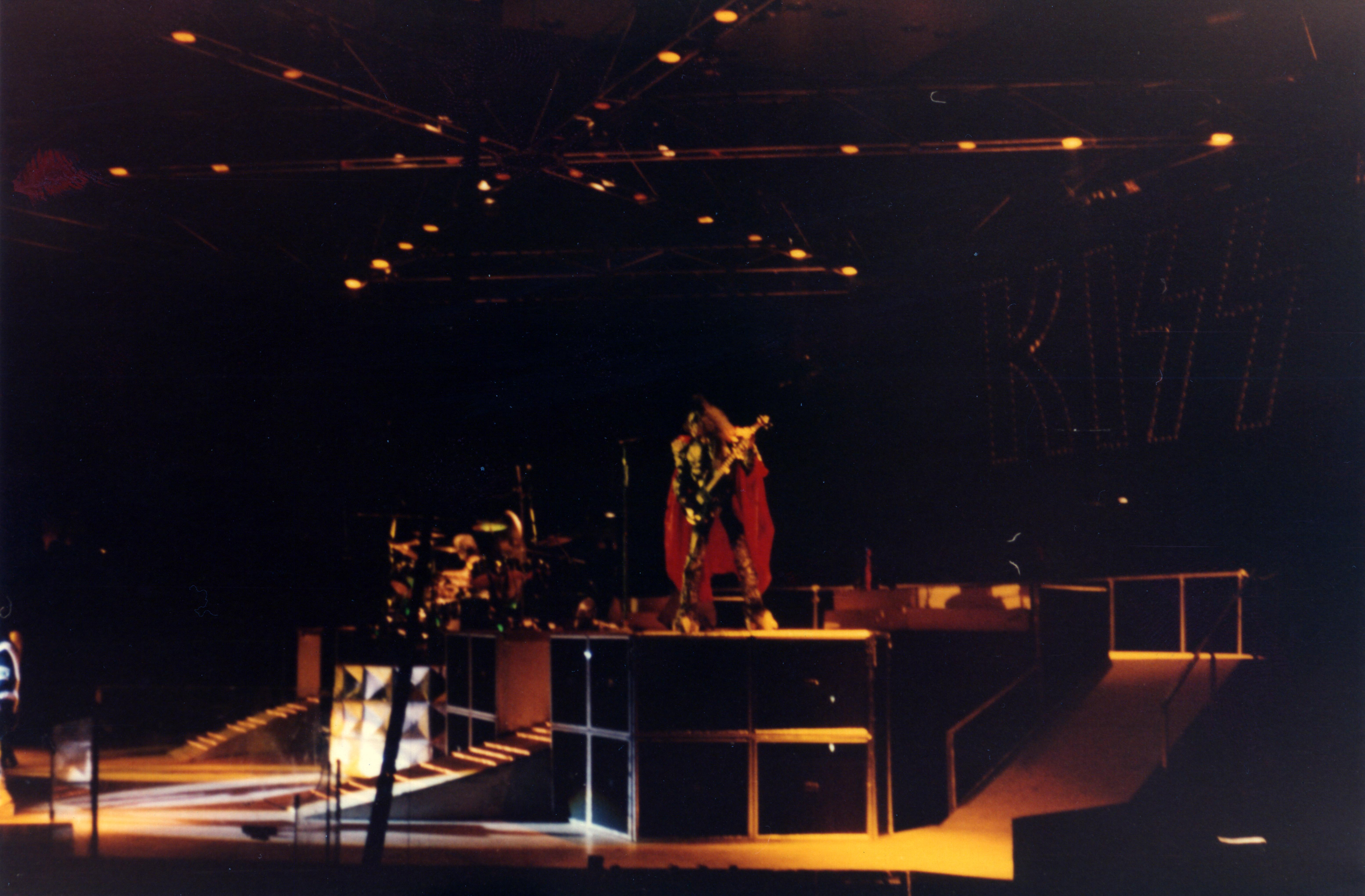
Gene Simmons durante un concierto en Omaha, en julio de 1979

Dynasty Tour, anunciada como «The Return of Kiss» —en español: El regreso de Kiss— estuvo compuesta por 79 conciertos en Estados Unidos y Canadá, comprendidos entre el 15 de junio de 1979 y el 16 de diciembre de ese mismo año y fue la primera gira realizada por la banda tras la finalización de Alive II Tour en abril de 1978. Para su realización, el grupo contó con otros conjuntos y artistas para que ejercieran de teloneros, entre ellos Cheap Trick, John Cougar, Loverboy y Judas Priest. En esta gira, Kiss introdujo nuevas estratagemas de producción, como pirotecnia en la guitarra de Ace Frehley, elevar a Gene Simmons en el aire, una guitarra de espejos para Paul Stanley y nuevos y extravagantes trajes con el color de los álbumes en solitario de 1978 para cada miembro —verde para Criss, azul para Frehley, rojo para Simmons y púrpura para Stanley—. El listado de canciones incorporó algunos de los temas de Dynasty, así como al menos una de las pistas de cada uno de los cuatro discos en solitario, algo que no volvería a realizarse en ninguna de las posteriores giras de la agrupación.
A pesar de los cambios de producción y de la popularidad de «I Was Made for Lovin' You», Dynasty Tour fracasó en conseguir el éxito de las giras que la antecedieron e incluso varias de sus fechas quedaron canceladas por la escasa venta de entradas. Las decepcionantes cifras de Dynasty Tour provocaron frustración en el seno de la banda, la cual culpó a su mánager Bill Aucoin de distraerse con otros proyectos cuando, según Criss «nosotros éramos probablemente los únicos que le generábamos ingresos por entonces». El batería y por consiguiente, la formación original de Kiss realizó su último concierto, hasta la reunión de 1996, el 16 de diciembre de 1979 en Toledo (Ohio), ya que poco después, Criss abandonó el grupo y le reemplazó Eric Carr.

## Lista de canciones
| Lado A |                             |                                          |               |          |  |
| N.º    | Título                      | Escritor(es)                             | Voz principal | Duración |  |
| 1.     | «I Was Made for Lovin' You» | Paul Stanley, Vini Poncia, Desmond Child | Stanley       | 4:30     |  |
| 2.     | «2,000 Man»                 | Mick Jagger, Keith Richards              | Ace Frehley   | 4:54     |  |
| 3.     | «Sure Know Something»       | Stanley, Poncia                          | Stanley       | 4:00     |  |
| 4.     | «Dirty Livin'»              | Peter Criss, Stan Penridge, Poncia       | Criss         | 4:19     |  |

| Lado B |                  |                            |               |          |  |
| N.º    | Título           | Escritor(es)               | Voz principal | Duración |  |
| 1.     | «Charisma»       | Gene Simmons, Howard Marks | Simmons       | 4:25     |  |
| 2.     | «Magic Touch»    | Stanley                    | Stanley       | 4:41     |  |
| 3.     | «Hard Times»     | Frehley                    | Frehley       | 3:30     |  |
| 4.     | «X-Ray Eyes»     | Simmons                    | Simmons       | 3:46     |  |
| 5.     | «Save Your Love» | Frehley                    | Frehley       | 4:41     |  |

## Personal
- Paul Stanley - guitarra rítmica, voz, guitarra solista (pista A3), bajo (pista A1)[21]
- Ace Frehley - guitarra solista, voz, guitarra rítmica (pista A2), bajo (pistas A2, B3, B5)[16]
- Gene Simmons - bajo, voz[61]
- Peter Criss - voz y batería (pista A4)[17]

| Músicos de sesión - Anton Fig - batería - Vini Poncia - coros, y teclado | Producción - Vini Poncia - producción - Jon Mathias y Jim Galante - ingeniería - Jay Messina - mezcla - Francesco Scavullo - fotografía - George Marino - masterización |

## Posición en las listas
| País           | Lista                    | Mejor posición | Ref.   |
| -------------- | ------------------------ | -------------- | ------ |
| Alemania       | German Albums Chart      | 8              | [ 1 ]  |
| Australia      | Kent Report Albums chart | 3              | [ 62 ] |
| Austria        | Alben Top 75             | 13             | [ 1 ]  |
| Bélgica        | Ultratop 200             | 1              | [ 31 ] |
| Canadá         | Canadian Albums Chart    | 6              | [ 33 ] |
| Estados Unidos | Billboard 200            | 9              | [ 34 ] |
| Finlandia      | Suomen virallinen lista  | 27             | [ 63 ] |
| Francia        | Top 200 Albums           | 2              | [ 32 ] |
| Italia         | FIMI Album top 100       | 16             | [ 64 ] |
| Noruega        | Top 40 Album             | 34             | [ 65 ] |
| Nueva Zelanda  | Top 40 Albums            | 2              | [ 5 ]  |
| Países Bajos   | Album Top 100            | 1              | [ 28 ] |
| Reino Unido    | UK Albums Chart          | 50             | [ 66 ] |
| Suecia         | Sverigetopplistan        | 17             | [ 67 ] |

| País           | Certificación          | Ventas  | Ref.   |
| -------------- | ---------------------- | ------- | ------ |
| Canadá         | Doble disco de platino | 200 000 | [ 68 ] |
| Estados Unidos | Disco de platino       | 1 000   | [ 69 ] |
| Países Bajos   | Disco de platino       | 100 000 | [ 70 ] |
| Nueva Zelanda  | Disco de platino       | 15 000  | [ 71 ] |

### Sencillos
| País                        | Lista                       | Mejor posición              | Ref.                        |                             |                             |                             |                             |                             |                             |                             |                             |                             |                             |
| «I Was Made for Lovin' You» | «I Was Made for Lovin' You» | «I Was Made for Lovin' You» | «I Was Made for Lovin' You» | «I Was Made for Lovin' You» | «I Was Made for Lovin' You» | «I Was Made for Lovin' You» | «I Was Made for Lovin' You» | «I Was Made for Lovin' You» | «I Was Made for Lovin' You» | «I Was Made for Lovin' You» | «I Was Made for Lovin' You» | «I Was Made for Lovin' You» | «I Was Made for Lovin' You» |
| --------------------------- | --------------------------- | --------------------------- | --------------------------- | --------------------------- | --------------------------- | --------------------------- | --------------------------- | --------------------------- | --------------------------- | --------------------------- | --------------------------- | --------------------------- | --------------------------- |
| Alemania                    | German Singles Chart        | 2                           | [ 40 ]                      |                             |                             |                             |                             |                             |                             |                             |                             |                             |                             |
| Australia                   | Kent Report Singles chart   | 2                           | [ 72 ]                      |                             |                             |                             |                             |                             |                             |                             |                             |                             |                             |
| Austria                     | Singles Top 75              | 6                           | [ 40 ]                      |                             |                             |                             |                             |                             |                             |                             |                             |                             |                             |
| Bélgica                     | Ultratop 50                 | 1                           | [ 38 ]                      |                             |                             |                             |                             |                             |                             |                             |                             |                             |                             |
| Canadá                      | Canadian Singles Chart      | 1                           | [ 37 ]                      |                             |                             |                             |                             |                             |                             |                             |                             |                             |                             |
| Estados Unidos              | Billboard Hot 100           | 11                          | [ 34 ]                      |                             |                             |                             |                             |                             |                             |                             |                             |                             |                             |
| Francia                     | Top 200 Singles             | 2                           | [ 42 ]                      |                             |                             |                             |                             |                             |                             |                             |                             |                             |                             |
| Italia                      | FIMI Singles Chart          | 9                           | [ 73 ]                      |                             |                             |                             |                             |                             |                             |                             |                             |                             |                             |
| Noruega                     | Topp 20 Låt                 | 10                          | [ 74 ]                      |                             |                             |                             |                             |                             |                             |                             |                             |                             |                             |
| Nueva Zelanda               | Top 40 Singles              | 1                           | [ 39 ]                      |                             |                             |                             |                             |                             |                             |                             |                             |                             |                             |
| Países Bajos                | Single Top 100              | 1                           | [ 36 ]                      |                             |                             |                             |                             |                             |                             |                             |                             |                             |                             |
| Portugal                    | Top 50 Singles              | 2                           | [ 41 ]                      |                             |                             |                             |                             |                             |                             |                             |                             |                             |                             |
| Reino Unido                 | UK Singles Chart            | 50                          | [ 66 ]                      |                             |                             |                             |                             |                             |                             |                             |                             |                             |                             |
| Suecia                      | Sverigetopplistan           | 19                          | [ 75 ]                      |                             |                             |                             |                             |                             |                             |                             |                             |                             |                             |
| Suiza                       | Singles Top 75              | 2                           | [ 4 ]                       |                             |                             |                             |                             |                             |                             |                             |                             |                             |                             |
| «Sure Know Something»       |                             |                             |                             |                             |                             |                             |                             |                             |                             |                             |                             |                             |                             |
| Canadá                      | Canadian Singles Chart      | 48                          | [ 76 ]                      |                             |                             |                             |                             |                             |                             |                             |                             |                             |                             |
| Estados Unidos              | Billboard Hot 100           | 47                          | [ 34 ]                      |                             |                             |                             |                             |                             |                             |                             |                             |                             |                             |
| Nueva Zelanda               | Top 40 Singles              | 11                          | [ 5 ]                       |                             |                             |                             |                             |                             |                             |                             |                             |                             |                             |
| «Dirty Livin'»              |                             |                             |                             |                             |                             |                             |                             |                             |                             |                             |                             |                             |                             |
| Alemania                    | German Singles Chart        | 25                          | [ 44 ]                      |                             |                             |                             |                             |                             |                             |                             |                             |                             |                             |
| Bélgica                     | Ultratop 50                 | 6                           | [ 43 ]                      |                             |                             |                             |                             |                             |                             |                             |                             |                             |                             |
| Países Bajos                | Single Top 100              | 2                           | [ 44 ]                      |                             |                             |                             |                             |                             |                             |                             |                             |                             |                             |